# Kietzer Straße 4 (Potsdam-Fahrland)

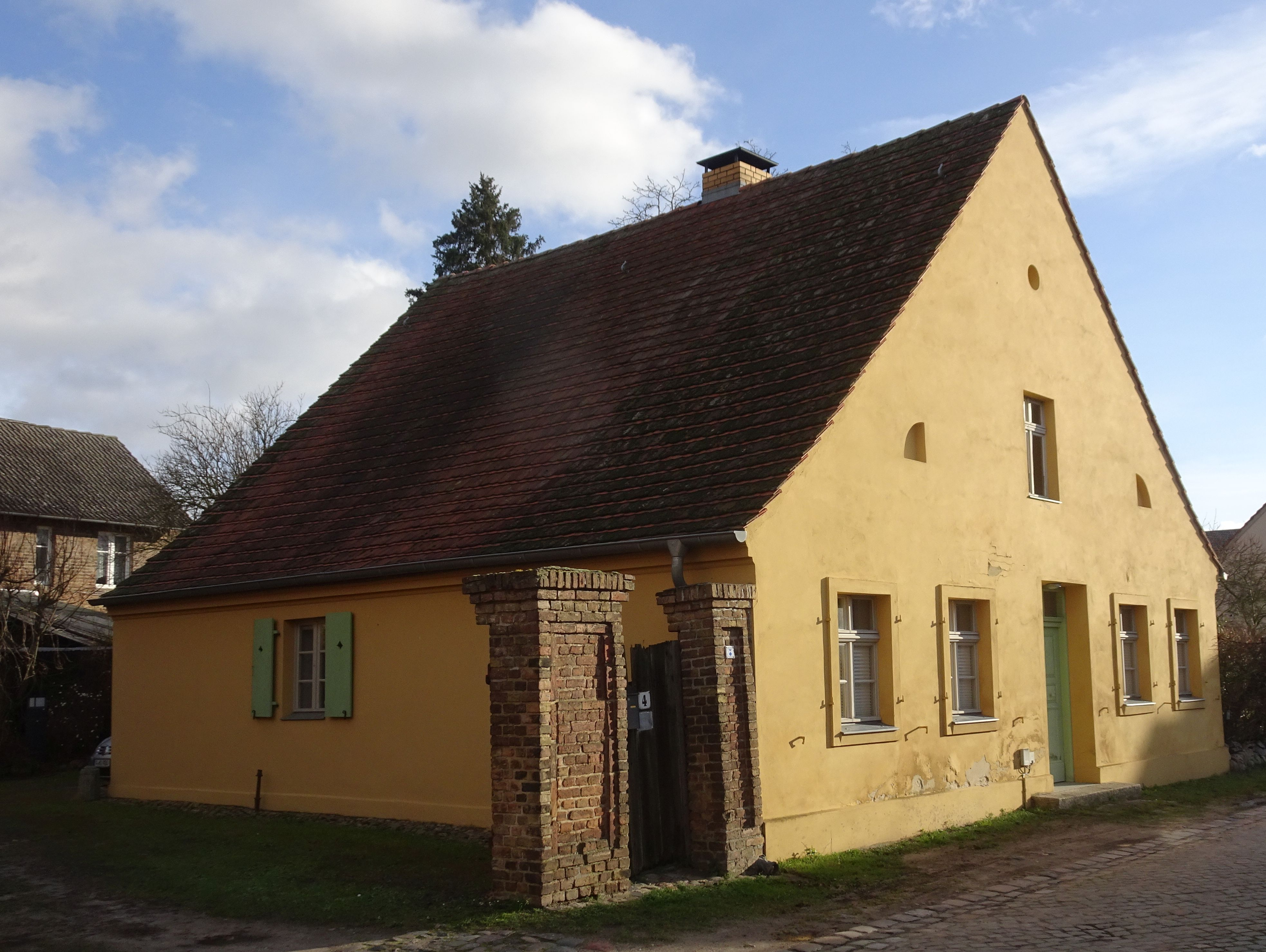
Wohnhaus

Das Gehöft Kietzer Straße 4 ist ein aus Wohnhaus, Stall, Scheune und Einfriedung bestehendes Baudenkmal auf der östlichen Seite der Kietzer Straße im Potsdamer Ortsteil Fahrland.

## Geschichte und Architektur

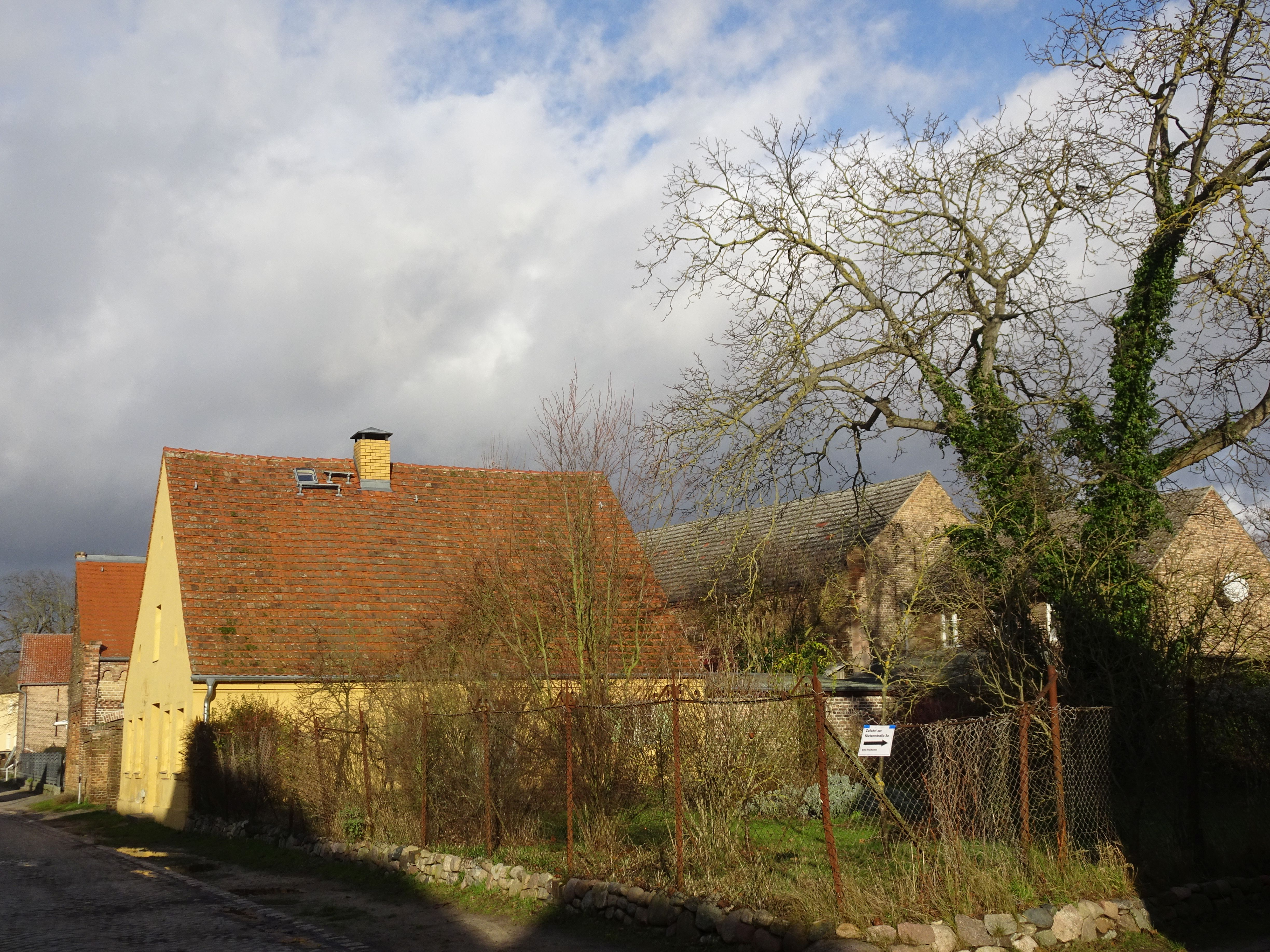
Ansicht des Anwesens. Der Stall ist links hinter dem Wohnhaus, die Scheune rechts davon. Im Vordergrund der Maschendrahtzaun.

Das Wohnhaus wurde 1751/1800 als Massiv- und Fachwerkbau errichtet. Es steht giebelständig zur Straße und ist ein eingeschossiges Mittelflurhaus mit Satteldach. Auf die Jahre 1880/1890 konnte der dazugehörige Stall datiert werden, der sich auf der linken Seite des Hofs an der Straße befindet und aus Ziegeln errichtet wurde. Es handelt sich dabei um einen 1,5-geschossigen Bau mit Pultdach. Die Scheune steht quer im hinteren Teil des Gehöfts. Das aus Ziegeln errichtete Gebäude besteht aus anderthalb Geschossen und wird von einem Satteldach abgeschlossen. Aufgrund einer Inschrift konnte sie auf das Jahr 1902 datiert werden.  Im Jahr 1900 wurde der an das Gehöft zum Scheunenweg hin anschließende Nutzgarten mit einem Maschendrahtzaun eingefriedet, die Einfriedung ist Teil des Denkmals. 